# 巴图尔珲台吉
巴图尔珲台吉（？—1653年），或作巴圖爾渾台吉，名和多和沁，绰罗斯氏，17世纪卫拉特蒙古准噶尔部首领。哈喇忽剌的长子。

## 生平
1616年左右，与父分居，驻牧于额尔齐斯河两岸、亚梅什湖周围。1634年，哈喇忽剌死后，嗣位。1635年，五世达赖喇嘛授予他额尔德尼巴图尔珲台吉的称号。继承其父统治准噶尔，与和硕特部的鄂齐尔图汗共为丘尔干（会盟）盟主。1637年，助和硕特部固始汗击败青海却图汗。
在位期间，促进准噶尔的农牧业和手工业发展。在布克赛尔修建寺院、货栈、住房等。形成具有城镇雏型的居民点，为准噶尔的兴起和发展奠定了基础。1640年，与喀尔喀札萨克图汗部共同召开卫拉特、喀尔喀各部领主会议，组成了更广泛的联盟，制订了《喀尔喀·卫拉特法典》，对协调诸部关系，巩固秩序起过一定作用，使各部首领进一步取得谅解，加强了联系。为扩展势力，以女嫁鄂齐尔图及朋楚克为妻，并娶和鄂尔勒克女，结成姻亲。在向西向南发展过程中，他与柯尔克孜、诺盖等族发生冲突，又多次击败俄罗斯沙皇国和哈萨克汗国。1646年，与固始汗等联名向清朝奉表，1650年，再遣使至清朝，与俄罗斯也有使臣、贸易往来，坚决抵制俄罗斯向准噶尔地区的扩张。1653年，巴图尔珲台吉去世，以第五子僧格为继承人。

## 家庭
子
1. 车臣
2. 卓特巴巴图尔
3. 卓里克图和硕齐
4. 僧格
5. 噶尔丹
6. 温春
7. 多尔济扎布
8. 布木（大策零敦多布之父，达瓦齐曾祖父）
9. 朋楚克达什
10. 鄂春
11. 达尔玛
12. 班达里